# Aneilema forsskalii
Aneilema forsskalii är en himmelsblomsväxtart som beskrevs av Carl Sigismund Kunth. Aneilema forsskalii ingår i släktet Aneilema och familjen himmelsblomsväxter. Inga underarter finns listade.